# Melaenornis microrhynchus
El papamoscas piquicorto (Melaenornis microrhynchus) es una especie de ave paseriforme de la familia Muscicapidae endémica de África oriental.

## Taxonomía

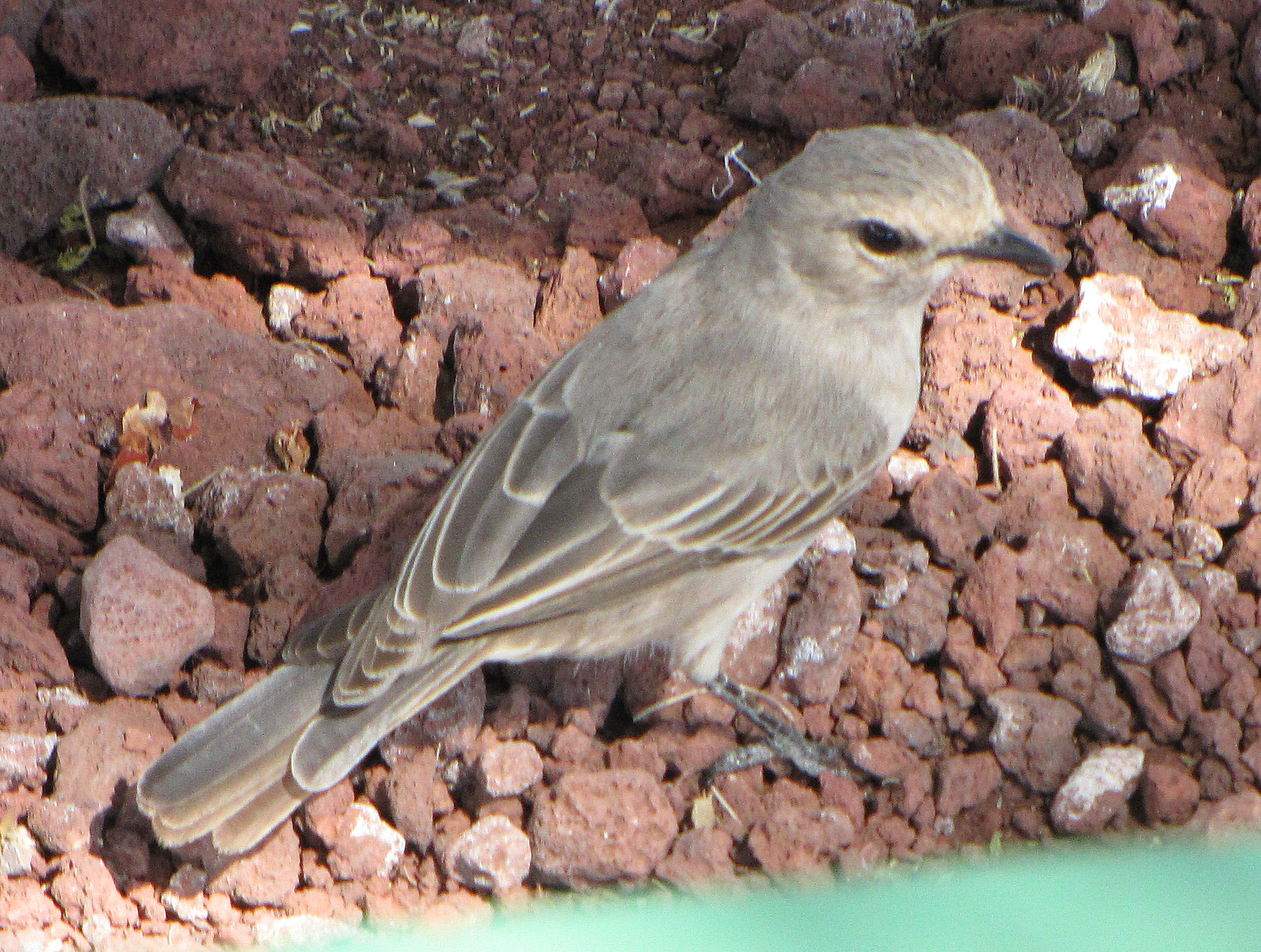
Ejemplar en la garganta de Olduvai, Tanzania.

Fue descrito científicamente por el ornitólogo alemán Anton Reichenow en 1887. Se reconocen cinco subespecies:
- - B. m. neumanni – se extiende de Sudán del sur, por el sur de Etiopía, hasta Somalia central, y el norte de Kenia y noreste de Uganda.
  - B. m. burae – ocupa el este de Kenia y el sureste de Somalia.
  - B. m. microrhynchus – presente del suroeste de Kenia al oeste de Tanzania y noreste de Zambia.
  - B. m. taruensis – localizado en el sueste de Kenia.
  - B. m. pumilus - se encuentra en del Etiopía central al norte de Somalia (algunos lo consideran una especie separada, como papamoscas de Sharpe (Melaenornis pumilus)).

## Distribución y hábitat
Se encuentra en Etiopía, Somalia, Kenia, Tanzania, Uganda y el este de Sudán del Sur. Su hábitat natural son las sabanas secas y zonas de matorral.